# Jing Ke

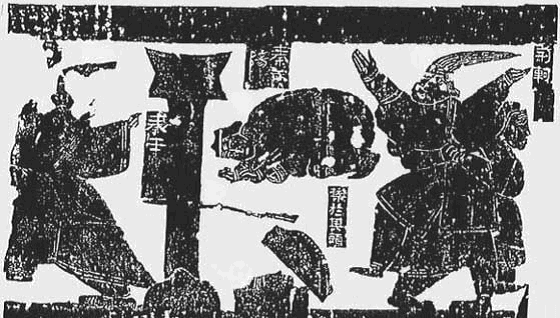
Jing Ke contra Qin Shi Huang
Mural de una tumba de la Dinastía Han

Jing Ke es el responsable del intento de asesinato hacia Qin Shi Huang junto a Qin Wuyang en el año 227 a. C. Este golpe fue una causa de su fuerte paranoia, que años después acabaría con su vida.

## Las conquistas de Qin
Cuando se inició el complot, China pasaba por un periodo conocido como los reinos combatientes. En ella, China estaba dividida en una serie de reinos enfrentados entre sí. Uno de ellos era Qin, que estaba conquistando a ritmo vertiginoso los otros reinos. En Qin gobernaba  Ying Zheng, futuro Qin Shi Huang. Su imparable ejército estaba a las puertas del reino de Yan, donde un joven príncipe, el Príncipe Rojo, tenía entre manos un plan para matar al rey de Qin.

## La preparación del golpe
El príncipe eligió para ese cometido a un espadachín frecuentemente metido en reyertas llamado Jing Ke. Los consejeros vieron a Jing Ke capaz de mantener la calma, a pesar de haber huido de combates y de ser un tremendo lujurioso. El arma sería una daga envenenada. El veneno, lento pero eficaz, haría que la muerte fuera segura, y la daga era fácil de esconder, lo que permitiría meterla fácilmente en el palacio de Ying Zeng. Por último, se requería un ayudante. Qin Wuyang, un hombre agresivo que cometió su primer asesinato a los 13 años, era perfecto para la peligrosa misión que se le asignaba. 

### El señuelo
Por este tiempo, llega a Yan un antiguo general de Qin, llamado Fan Yuchi, perseguido por Ying Tzeng, el cual ordenó matar a su familia y ahora ofrece una recompensa a cambio de su cabeza. Jing Ke decide llevarle la cabeza del general al señor de Qin como señuelo y como motivo para entrar en palacio. Esta idea no fue aprobada por el Príncipe Rojo, así que tanto él como Jing Ke fueron a hablar con el militar, el cual aceptó morir a cambio de que se vengaran del emperador. Acto seguido, fue degollado por el espadachín, que le cercenó la cabeza.

### El viaje
Sabiendo que era muy improbable que volvieran, Jing Ke y Wuyang partieron hacia la capital de Qin, Xiangyang, en el 227 a. C. Pasaron por tierras arrebatadas por el enemigo hasta llegar a la enorme cuna de Qin, siguiendo el curso del río Wei. Llevaban una caja con la cabeza de Fan Yuchi y un mapa enrollado de Dukang, un territorio fronterizo ambicionado por Ying Tzeng. Dentro estaba la daga.

## El día del asesinato
Una vez llegaron a Xiangyang(Capital del reino Qin), anduvieron por sus calles, ocultándose de la multitud y sabiendo que podía haber espías del emperador por la zona. Sabían de la paranoia de Ying Tzeng y que éste no les dejaría pasar fácilmente, pero también eran conocedores de que nadie, excepto el emperador, podía estar armado en el palacio. Solicitaron una audiencia al primer ministro Li Si para que le dejaran ver al Señor de Chin, ofreciéndole como tributo la cabeza de Yuchi y un territorio, del cual tenía un mapa. Ying Tzeng, al ver que podía tener una porción de territorio de un enemigo sin luchar, cayó en la trampa

### La audiencia
El emperador de Chin organizó una ceremonia en su palacio. Solo él iba armado con una espada ceremonial. Había multitud de gente importante en la sala. Wuyang llevaba el mapa con la daga dentro. Jing Ke estaba tranquilo, fingiendo reverenciar al emperador, pero Wuyang estaba nervioso. Sus gestos le delataban, y empezó a haber sospechas. Los dos asesinos subían las escaleras que llevaban al trono. Jing Ke dijo que la actitud de su compañero era por la augusta visión del Señor de Qin. El emperador, insatisfecho, pidió ver el mapa. Los asesinos empezaron a desdoblar el mapa, y cuando llegó a la daga, la cogió y se abalanzó sobre el emperador. Este esquivó el golpe y desenvainó su espada, mientras un médico que formaba parte de la perpleja multitud lanzó un objeto a Jing Ke, distrayéndole. Entonces vino la guardia de Ying Tzeng, y el emperador asestó ocho golpes a Jing Ke, matándole. Se desconoce que pasó con Wuyang.

## Desenlace
Tras esto, el reino de Yan fue invadido. El padre del Príncipe Rojo, tratando de calmar a Ying Tzeng, ordenó matar a su propio hijo, el cual se degolló para cumplir los deseos de su padre. Sin embargo, Yin Tzeng no salió impune de estos acontecimientos. Su paranoia y su miedo a la muerte crecieron a partir de este incidente cada vez más, queriendo en un futuro hallar la fórmula de la inmortalidad, probando todo tipo de sustancias, una de las cuales, el mercurio, acabó con su vida.